# Ochyrocera cachote
Ochyrocera cachote är en spindelart som beskrevs av Hormiga, Alvarez-Padilla och Benjamin 2007. Ochyrocera cachote ingår i släktet Ochyrocera och familjen Ochyroceratidae. Inga underarter finns listade i Catalogue of Life.